# Paul Farellier
Paul Farellier, né le 28 mars 1934 à Paris, est un poète et critique littéraire français.

## Biographie
Parallèlement à ses universités (Sciences-Po Paris et Doctorat d’État en Droit public), il entreprend, d’abord en autodidacte, puis sous la direction de Fernand Lamy, de longues études musicales qu’il abandonnera vers la trentaine.
Il fera toute sa carrière professionnelle dans l’industrie, comme juriste international. 
Sa production poétique couvre une cinquantaine d’années, à partir de la fin des années soixante. Il collabore à de nombreuses revues, pour des poèmes mais aussi des chroniques, notes et études, notamment et de façon régulière à La Revue de Belles-Lettres (Genève) et à la revue Les Hommes sans épaules, au sein de son comité de rédaction, avec Christophe Dauphin, Elodia Turki et Alain Breton. Il est membre du jury du Prix Louis-Guillaume ("Prix du Poème en Prose Louis Guillaume"). Il a été élu en 2017 à l'Académie Mallarmé.
Pour l’ensemble de son œuvre, Paul Farellier a reçu en 2015 le Grand Prix de Poésie de la SGDL (Société des gens de lettres) couronnant son livre L’Entretien devant la nuit. L’édition de cet ouvrage de près de 700 pages a permis de rassembler, avec une postface de Pierrick de Chermont, l’intégrale de l’œuvre poétique de 1968 à 2013. Elle réunit, outre des inédits anciens, dix livres publiés entre 1984 et 2010, auxquels vient s’ajouter Chemin de buées, qui regroupe les poèmes inédits de 2009 à 2013.

## Analyse de l'œuvre
« L’œuvre du poète Paul Farellier est née d’une longue et très exigeante gestation, menée parallèlement à une carrière de juriste international dans l’industrie. Ce n’est que vers la cinquantaine, en 1984, qu’il publie L’Intempérie douce, son premier recueil, au prestigieux Pont de l’Épée de Guy Chambelland. Suivront (chez le même éditeur) : L’Ile-cicatrice suivi de L’invisible grandit (1987) et Une main si simple (1989), puis : Où la lumière s’abrège, La Bartavelle Éditeur (1993), A l’obscur et au vent, L’Harmattan (1996), et, aux éditions de L’Arbre à paroles, la trilogie qui marque le pic de l’œuvre : Dans la nuit passante (2000), Tes rives finir (2004), Parlant bas sur ciel (2004). Il y a chez Farellier une exigence dans l’écriture, une haute opinion de la création poétique qui nous éloigne du jeu verbal, ainsi qu’une quête de l’être et de ses abîmes qui demeure sans complaisance : Cette vie à mourir, – ne la balance pas d’un coup d’épaule, – tiens-en le fardeau. Poignante et en prise avec la vie, la poésie de Farellier sonne pourtant comme une musique discrète évoquant les mouvements de l’âme, l’émotion vive, décryptée, y compris dans ce qu’il peut y avoir à première vue de plus simple : sur la pointe des arbres doucement agitée par le demi-jour. Paul Farellier, comme l’a écrit Gérard Bocholier, (in Arpa) en 1996, « est visionnaire. Chacune de ses visions appelle à la recherche d’un autre ciel, d’une issue vers le haut qui déboucherait sur la pleine lumière. » Pour autant, ce qui est vu reste au plus près du vécu intérieur. Et le ton mezza voce du poème n’est rassurant qu’en apparence, car les mots, lourds de sens, connaissent le poids du sang. Chez Paul Farellier, la générosité côtoie l’angoisse, la mort, la solitude et l’émerveillement. L’interrogation est perpétuelle, l’image concise, le verbe ciselé au plus près du vrai et du vécu. Cette poésie épurée en dit long sur le fatum humain : Maintenant, – visage fixé : – un presque sourire – où se découd la naissance – avec le rien de personne, – apaisé peut-être d’un sens. » Note de Christophe Dauphin (in Les Hommes sans épaules).
« Des paysages surgissent au gré des poèmes. Ils retiennent l’œil et l’esprit sans révéler leur mystère autrement que par l’étrange présence qu’ils manifestent. Qu’ont-ils à dire ? Nulle description, nulle explication en eux. On croit les reconnaître, un instant les tenir, ils s’échappent, reprennent leur autonomie et s’offrent à nouveau à la contemplation, libres et essentiels. Le vers qui les sous-tend, enfante son propre matériau, se fait corps par sa chair même et dégage pour le lecteur un propre espace où il peut se tenir. Elle frappe alors la conscience, cette ligne frontière maintenue entre le poème et celui qui le reçoit, la disponibilité qu’elle procure permettant à chacun de prendre la juste mesure de ce qu’il est. De même apparaissent alors le lieu du poète et le motif qu’il parcourt. Pas de recherche d’une quelconque fusion, mais un extrême respect, une reconnaissance confiante de cette manifestation d’altérité qu’offre le monde pour qui l’observe et l’écoute. D’où vient cette posture originale, alors qu’un poète est souvent plus enclin à saisir les choses par la force de son verbe ? La réponse est peut-être dans la conviction profonde et silencieuse de Paul Farellier quant à son rôle ou à son devoir en tant que poète. Chez lui, la raison d’être de la poésie, son mode, sont secondaires. Seul l’objet qu’elle travaille doit concentrer son attention. Nulle volonté de construire un monde autonome, nulle recherche de maîtrise, au contraire, son vers comme lui-même a déjà disparu derrière l’obligation de l’ouvrage. » Pierrick de Chermont  (in Paul Farellier : à la présence du monde). 
« L’œuvre poétique de Paul Farellier […] présente la forte cohérence d’un itinéraire voué au déchiffrement, à l’élucidation. Pas de franche rupture ni de pistes abandonnées. Mais l’avancée, dans la lucidité et l’étonnement, l’effort et la révélation. […] 
La célébration est tout entière associée à la résonance intérieure. Loin de prendre à témoin les hommes, elle se lie intimement au silence, mais un silence pris comme une réalité active, où la méditation chérit le monde, où les mots, les paroles se délivrent par le seul fait qu’ils accèdent au sens.
Paul Farellier développe le sens de l’impondérable, en poète à l’âme stable et donc capable de mesurer d’infimes variations. Il s’efforce de réunir une vie d’un seul tenant, et c’est le présent qui lui donne sa tension et son orientation. Dans cette quête, la patience humble a sa part. La respiration de celui qui progresse et découvre est palpable, plus particulièrement dans les poèmes des recueils les plus récents : le propos se cisèle en reprises de souffle successives, où alternent vers pairs et impairs, dans une parfaite justesse. […]
L’œuvre de Paul Farellier, tendue vers son accomplissement, trouve sa cohérence dans une conviction : la poésie est amenée à dire la limite, l’infinitude et le passage. Elle permet de répondre à la question, éthique par excellence : « Qu’offriras-tu de ta vie ? » (Dans la nuit passante). Le poème progresse de saisie en saisie et donne sens ; il rythme la respiration de la découverte. » Gilles Lades (in Paul Farellier – L’Ombre de l’absolu, revue Lieux d’Être, no 47, hiver 2008-2009).

## Ouvrages

### Livres de poésie
- L’Intempérie douce, Le Pont de l’Épée, 1984

(en deux parties : En ce qui reste d’été – L’Intempérie douce) 
- L’Ile-cicatrice suivi de L’invisible grandit, Le Pont de l’Épée, 1987
- Une main si simple, Le Pont sous l’eau, 1989

(en trois parties : Une main si simple – Dernière mise à feu des neiges – Comme semble une brume)
- Où la lumière s’abrège, La Bartavelle, 1993

(en trois parties : En ténèbre épousée – Où la lumière s’abrège – Vers le val noir)
- A l’obscur et au vent, L’Harmattan, 1996

(en cinq parties : Fenêtre et les oiseaux du fleuve – Feintes d’herbe avec le vent – Prière pour le fin mot – Un retrait de soleil – A l’obscur et au vent)
- Dans la nuit passante, L’Arbre à paroles, 2000

(en quatre parties : Heures – Au plus effacé du songe – Dans la nuit passante – Ce lieu clair de la nuit) 
- Tes rives finir, L’Arbre à paroles, 2004

(en quatre parties : Ce pays mangé d’ombre – D’un soleil éloigné – Comme un corps se déplie – Au dispersé du vent)
- Parlant bas sur ciel, L’Arbre à paroles, 2004

(en sept parties : Maintenant, visage fixé – Cercle des lumières sauves – En l’île va notre hiver –, En même terre que mémoire – Dans l’âtre de silence – Eau claire du vertige – Signe en paradis)
- Vintages – plaquette rétrospective, Librairie-Galerie Racine, 2008
- Une odeur d’avant la neige, L’Arbre à paroles, 2010

(en sept parties : Tout près de jamais – Intérieur de l’ombre – Couleurs sous la nuit – Parole en silence – A des saisons, l’autre – Jours à l’aveugle – Sans lieu ni date). 
Ce recueil a reçu, sur manuscrit, l’un des prix 2008 du Concours international de poésie de langue française « Poésie sur Seine ».
- L'Entretien devant la nuit, Poèmes 1968-2013, Les Hommes sans épaules éditions, 2014. Grand prix de poésie de la SGDL 2015.
- Le Pas de l'heure, avec des monotypes de Béatrice Cazaubon, Les Hommes sans épaules éditions, 2024.

### Principales études et chroniques, en revues
- Sur Max Alhau :

Note à La Revue de Belles-Lettres, 2011, n° l : Du bleu dans la mémoire. Étude introductive à une bibliographie et à un choix de poèmes pour la revue Les Hommes sans épaules, no 33, 1er semestre 2012 : Max Alhau ou Les Richesses du démuni. 
- Sur Gabrielle Althen :

Contribution au numéro 34, consacré à Gabrielle Althen, de la revue Autre Sud, septembre 2006 : « Et la lumière a ri ». Note à La Revue de Belles-Lettres, 2010, no 1-2 : La Belle mendiante, suivi de René Char : Lettres à Gabrielle Althen.
- Sur Gérard Bocholier :

Étude introductive à une bibliographie et à un choix de poèmes pour la revue Les Hommes sans épaules, no 32, 2nd semestre 2011 : Gérard Bocholier: un terreau pour un ciel.
- Sur Claudine Bohi :

Étude introductive à une bibliographie et à un choix de poèmes pour la revue Les Hommes sans épaules, no 27, 1er semestre 2009 : Claudine Bohi, la mendiante de vérité.
- Sur Yves Bonnefoy :

Étude pour la revue Les Hommes sans épaules, no 13/14, 1er sem. 2003 : Présence et effacement (Sur les livres de poésie d’Yves Bonnefoy). Note à La Revue de Belles-Lettres, 2012, no 2, sur L'Heure présente.
- Sur Guy Chambelland :

Étude pour la revue Les Hommes sans épaules, no 21, 1er sem. 2006 : À propos de « Courtoisie de la fatigue ».
Témoignage sur Guy Chambelland pour ce même numéro : Le poète de l’épée.
- Sur Pierrick de Chermont :

Note à La Revue de Belles-Lettres, 2009, no 2-4 : J'appartiens au dehors. Note à La Revue de Belles-Lettres, 2013, no 2 : Portes de l'anonymat.
- Sur Frédéric Tison : dossier dans la revue Les Hommes sans épaules no 47, 1er sem. 2019 : La poésie de Frédéric Tison.

- Sur Georges-Emmanuel Clancier :

Note à La Revue de Belles-Lettres, 2010, no 1-2 : Vive fut l'aventure.
- Divers états du lointain : Dossier pour la revue Les Hommes sans épaules no 34, 2nd sem. 2012.

- Sur Henri Falaise :

Étude pour la revue Les Hommes sans épaules, no 19, 1er sem. 2005 : Henri Falaise (1948-1999), une mémoire d’éternité.
- Sur Pierre Gabriel :

Note à La Revue de Belles-Lettres, no 2, 1995, sur La Vie en gage et La Cinquième vérité.
Étude pour la revue Les Hommes sans épaules no 16, 1er sem. 2004 : Pierre Gabriel ou « Le nom de la nuit ».
- Sur Louis Guillaume :

Agenda : la dernière quinzaine, contribution au colloque du 13 décembre 2001 organisé par la SGDL et le PEN Club, « Louis Guillaume ou le rêve du réel », texte publié dans les actes de ce colloque au numéro 34 des Carnets de l'association « Les Amis de Louis Guillaume », décembre 2009 ; à consulter également sur le site de cette association
- Sur Jean-Paul Hameury :

Note à La Revue de Belles-Lettres, no 1, 1995 : Ithaque et après.
Note à La Revue de Belles-Lettres, no 1-4, 2000 : Voix dans la nuit.
Note à La Revue de Belles-Lettres, no 3-4, 2004 : Derniers rivages.
Étude introductive à une bibliographie et à un choix de poèmes pour la revue Les Hommes sans épaules, no 20, 2nd sem. 2005 : Jean-Paul Hameury ou la mort du temps.
Note à La Revue de Belles-Lettres, no 1, 2009 : Errances.
- Horizons poétiques de la mort - De quelques expériences ca 1940-2000 : Dossier pour la revue Les Hommes sans épaules no 31, 1er sem. 2011.

- Sur Gilles Lades :

Étude introductive à une bibliographie et à un choix de poèmes pour la revue Les Hommes sans épaules, no 23/24, année 2007 : Gilles Lades au temps désuni.
- Sur Jean-Pierre Lemaire :

Note à La Revue de Belles-Lettres, no 3-4, 2002, sur L'Intérieur du monde.
- Sur Pierre Oster :

Note à La Revue de Belles-Lettres, no 1, 1995, sur Une machine à indiquer l’univers.
Notes dans Phréatique, no 83, automne 1997, sur Alchimie de la lenteur.
- Sur Lionel Ray :

Note à La Revue de Belles-Lettres, no 1, 1998, sur Syllabes de sable.
Note à La Revue de Belles-Lettres, no 1-4, 2000, sur Pages d’ombre.
Dossier pour la revue Les Hommes sans épaules, no 43, 1er sem. 2017 : Le poème pour condition - Une approche de Lionel Ray. 
- Sur Richard Rognet :

Note à La Revue de Belles-Lettres, 2013, no 1, sur Élégies pour le temps de vivre.
Dossier pour la revue Les Hommes sans épaules, no 55, 1er sem. 2023 : Le chant sur l'abîme - Une approche de Richard Rognet.
- Sur Monique Rosenberg :

Étude introductive à une bibliographie et à un choix de poèmes pour la revue Les Hommes sans épaules, no 25, 1er sem. 2008 : Monique Rosenberg ou la gloire délicieuse.
- Sur Pierre-Alain Tâche :

Note à La Revue de Belles-Lettres, 2009, no 2-4, sur Forêt jurée. Note à La Revue de Belles-Lettres, 2012, no 2, sur Dernier état des lieux. Note à La Revue de Belles-Lettres, 2013, no 1, sur Fresque avec ange.
Ces notes et études, parmi d'autres, peuvent pour la plupart être consultées en ligne.

### Sources
- Pierrick de Chermont, Paul Farellier : à la présence du monde, http://www.lectio-adfinitas.com/2008/03/25/paul-farellier-a-la-presence-du-monde-par-pierrick-de-chermont/
- Jacques Décréau, Paul Farellier, "rêver la saveur du temps", http://pierresel.typepad.fr/la-pierre-et-le-sel/2012/12/paul-farellier-r%C3%AAver-la-saveur-du-temps-.html
- Monique W. Labidoire, Paul Farellier aux solstices (revue québécoise LittéRéalité – Vol. XVIII, No 1, printemps/été 2006 ;

consultable également sur le site : http://www.lectio-adfinitas.com/2008/03/27/paul-farellier-aux-solstices-par-monique-w-labidoire/)
- Gilles Lades, Paul Farellier – L’ombre de l’absolu (revue Lieux d’Être no 47, hiver 2008-2009); consultable également sur le site : http://www.lectio-adfinitas.com/2010/04/13/paul-farellier-lombre-de-labsolu-dossier-presente-par-gilles-lades/)
- André Prodhomme, La pampa de l’absolu, anthologie des poètes de l’Arche 23, (éditions Librairie-Galerie Racine, 2008)
- Christophe Dauphin, Les Riverains du feu, une anthologie émotiviste de la poésie francophone contemporaine (Le Nouvel Athanor, 2009)
- Christophe Dauphin, Appel aux riverains, Les Hommes sans Épaules – Anthologie 1953-2013 (Les Hommes sans Épaules éditions, 2013)